# Estação Estadio Azteca
A Estação Estadio Azteca é uma das estações do VLT da Cidade do México, situada na Cidade do México, entre a Estação El Vergel e a Estação Huipulco. Administrada pelo Servicio de Transportes Eléctricos de la Ciudad de México (STECDMX), faz parte da Linha 1.
Foi inaugurada em 1º de agosto de 1986. Localiza-se no cruzamento da Estrada de Tlalpan com a Rua Acoxpa. Atende o bairro Santa Úrsula Coapa, situado na demarcação territorial de Coyoacán.
A estação recebeu o nome Estadio Azteca por estar situada nas imediações do Estádio Azteca, um dos principais estádios de futebol do México. No local, foram disputadas no total 19 partidas pelas edições de 1970 e de 1986 da Copa do Mundo FIFA, incluindo as respectivas finais. No dia 21 de junho de 1970, na Final da Copa do Mundo FIFA de 1970, a Seleção Brasileira sagrou-se tricampeã mundial ao vencer a Seleção Italiana pelo placar de 4 a 1.